# 阿赞库尔
阿赞库尔（法語：Azincourt，發音：[azɛ̃kuʁ]），以其史上英文名阿金库尔（英語：Agincourt，/ˈæʒɪnkʊər/）为人熟知，是法国上法兰西大区加来海峡省蒙特勒伊区的市镇，面积8.46平方千米，2022年1月1日人口为304人。1415年，英法百年战争期间，此地发生阿金库尔战役。

## 地理
阿赞库尔（50°27'47"N, 2°7'41"E）面积8.46平方千米，位于法国上法蘭西大區加来海峡省，该省份为法国北部沿海省份，西北濒北海，南至索姆省，东临北部省。
与阿赞库尔接壤的市镇（或旧市镇、城区）包括：吕索维尔、迈松塞勒、特拉姆库尔、康莱尔、阿翁当斯、普朗克、弗雷桑、欧希莱塞丹、贝阿朗库尔。
阿赞库尔的时区为UTC+01:00、UTC+02:00（夏令时）。

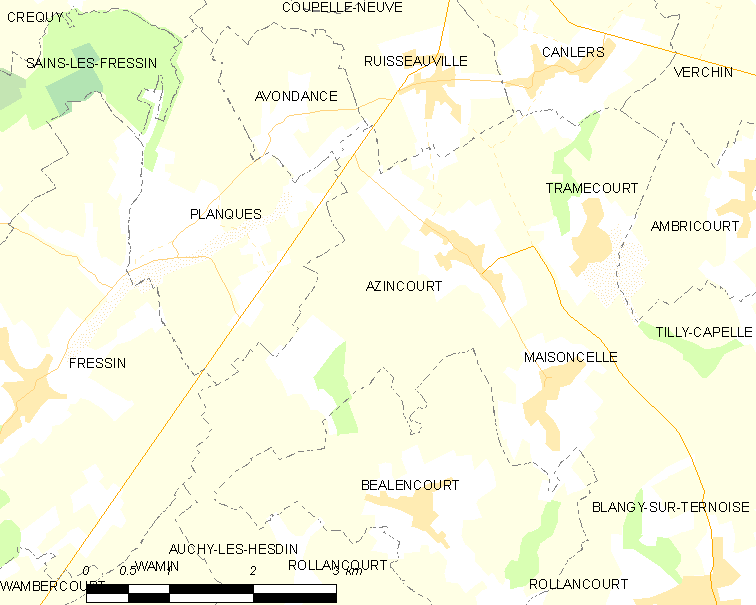
阿赞库尔的OSM定位图

## 行政
阿赞库尔的邮政编码为62310，INSEE市镇编码为62069。

## 政治
阿赞库尔所属的省级选区为欧克西堡县。

## 人口

1962-2008年间阿赞库尔人口变化图示

阿赞库尔于2022年1月1日时的人口数量为304人。